# Фынкай
Фынка́й (кит. упр. 封开县, палл. Фэнкай сянь) — уезд городского округа Чжаоцин провинции Гуандун (КНР). Название уезда является аббревитатурой из первых иероглифов ранее существовавших на этой территории уездов Фынчуань и Кайцзянь.

## История
После того, как империя Хань завоевала Намвьет, в 111 году до н.э. были созданы уезды Гуансинь (广信县) и Фэнъян (封阳县).
В эпоху Южных и северных династий в 426 году, когда эти места находились в составе южной империи Сун, из уезда Фэнъян был выделен уезд Кайцзянь (开建县). В 443 году, когда эти места находились в составе южной империи Лян, из уезда Гуансинь был выделен уезд Лянсинь (梁信县).
Во времена империи Сун уезд Лянсинь был в 598 году переименован в Фэнчуань (封川县)
После вхождения этих мест в состав КНР был образован Специальный район Сицзян (西江区专), и уезды Кайцзянь и Фэнчуань вошли в его состав. В 1952 году Специальный район Сицзян был расформирован, и два уезда были объединены в уезд Фэнкай, который перешёл в состав Административного района Юэчжун (粤中行政区). В конце 1955 года было принято решение о расформировании Административных районов, и в 1956 году уезд вошёл в состав нового Специального района Гаояо (高要专区). В декабре 1959 года Специальный район Гаояо был переименован в Специальный район Цзянмэнь (江门专区). В 1961 году Специальный район Цзянмэнь был переименован в Специальный район Чжаоцин (肇庆专区). В 1970 году Специальный район Чжаоцин был переименован в Округ Чжаоцин (肇庆地区).
Постановлением Госсовета КНР от 7 января 1988 года округ Чжаоцин был преобразован в городской округ.

## Административное деление
Уезд делится на 16 посёлков.